# Diário do Rio de Janeiro
O Diário do Rio de Janeiro foi um periódico publicado no Rio de Janeiro, então capital do Brasil, no início do século XIX. Foi o primeiro jornal diário publicado no país, a partir de 1 de junho de 1821, inovando com a publicação de anúncios.
O seu proprietário obteve licença do governo para abrir uma tipografia própria para a sua impressão: a Tipografia do Diário. Foram seus editores Zeferino Vítor de Meireles e Antônio Maria Jaurdan. Embora fosse uma folha comercial, tinha linha editorial favorável à independência política do Brasil, tendo circulado até 1878.
Alguns exemplares de 1843, 1847 e 1849 fazem parte do acervo documental do Arquivo Pró-Memória de Nova Friburgo, da Fundação D. João VI.